# جنت جونز
جنت جونز (انگلیسی: Janet Jones؛ زادهٔ ۱۰ ژانویهٔ ۱۹۶۱) یک هنرپیشه اهل ایالات متحده آمریکا است. وی از سال ۱۹۸۲ میلادی تاکنون مشغول فعالیت بوده‌است.
از فیلم‌ها یا برنامه‌های تلویزیونی که وی در آن نقش داشته‌است می‌توان به لیگ خودشان و بچه فلامینگو اشاره کرد.